# Quốc ca Cộng hòa Xã hội chủ nghĩa Xô viết Kirghizia
Quốc ca Cộng hòa Xã hội chủ nghĩa Xô viết Kirghizia (tiếng Kyrgyz: Советтер Союзунун Социалисттик Республикасынын Мамлекеттик гимни Киргизия; tiếng Nga: Государственный гимн Социалистической Республики Советский Союз Киргизия) là quốc ca của Kirghizia Xô viết khi nước này là một nước cộng hoà thuộc Liên Xô.

## Lời bài hát
| Kyrgyz | Tiếng Nga | Chuyển ngữ tiếng Nga | Bản dịch tiếng Việt |
| --- | --- | --- | --- |
| Азаттыкты Кыргыз эңсеп турганда, Ала-Тоого Октябрдын таңы аткан. Улуу орус достук менен кол берип, Ленин бизге бак-таалайга жол ачкан. Жаша, Кыргызстаным, Ленин туусу колуңда. Алгалай бер, гүлдөй бер, Коммунизм жолунда! Эмгек, эрдик, күрөштөрдө такшалтып, Таалай берген улуу Совет калкына. Жеңиштерден жеңиштерге алпарат, Элдин күчү – Лениндик партия. Жаша, Кыргызстаным... Эл достугун болоттон бек ширетип, Көп улуттан Союз курдук урагыс. Жандай сүйүп даңктуу Ата Мекенди, Түбөлүкке Коммунизм курабыз. Жаша, Кыргызстаным... | Киргизы жаждали свободы восход, Октябрь светом Ала-Тоо озарил, Дружбой согрел нас великий русский народ, Ленин всем нам дорогу к счастью открыл. Славься, наш киргизский край, Вперёд шествуй и цвети, Знамя Ленина вздымай К коммунизму на пути! Вырастив в подвигах борьбы и труда И одарив счастьем советский народ, Партия Ленина — сила народная К новым победам нашу страну ведёт. Славься, наш киргизский край... Союз наций свободных несокрушим, Дружба народов наших, как сталь, крепка, К Отчизне беззаветно любовь мы храним, И коммунизм мы построим на века! Славься, наш киргизский край... | Kirgizy žaždali svobody voshod, Oktjabrj svetom Ala-Too ozaril, Družboj sogrel nas velikij russkij narod, Lenin vsem nam dorogu k sčastjju otkryl. Slavjsja, naš kirgizskij kraj, Vperyod šestvuj i cveti, Znamja Lenina vzdymaj K kommunizmu na puti! Vyrastiv v podvigah borjby i truda I odariv sčastjem sovetskij narod, Partija Lenina — sila narodnaja K novym pobedam našu stranu vedjot. Slavjsja, naš kirgizskij kraj... Sojuz nacij svobodnyh nesokrušim, Družba narodov naših, kak stalj, krepka, K Otčizne bezzavetno ljubovj my hranim, I kommunizm my postroim na veka! Slavjsja, naš kirgizskij kraj... | Người Kyrgyzstan, khát khao tự do trỗi dậy, ngọn đèn tháng Mười mà Ala-Too đã thắp sáng, nhân dân Nga vĩ đại đã sưởi ấm chúng ta bằng tình bạn, Lenin đã mở ra con đường hạnh phúc cho tất cả chúng ta. Được nổi tiếng, Kyrgyzstan của chúng tôi, nâng lên biểu ngữ của Lenin. Tháng Ba về phía trước, và phát triển mạnh mẽ, trên con đường của Chủ nghĩa Cộng sản! Trưởng thành trong những kỳ tích của lòng dũng cảm và lao động mang lại hạnh phúc cho nhân dân Xô Viết. Dẫn dắt đất nước ta đến những thắng lợi mới, sức mạnh của nhân dân - Đảng của Lê - nin. Được nổi tiếng, Kyrgyzstan của chúng tôi... Các công đoàn của các quốc gia miễn phí là bất diệt, tình hữu nghị của các dân tộc ta bền chặt như thép, quên mình yêu Tổ quốc, sẽ xây dựng chủ nghĩa Cộng sản mãi mãi. Được nổi tiếng, Kyrgyzstan của chúng tôi... |